# ویکتوریانو هوئرتا
ویکتوریانو هوئرتا (به اسپانیایی: Victoriano Huerta) نام کامل «خوسه ویکتوریانو هوئرتا مارکس» (به اسپانیایی: José Victoriano Huerta Márquez)، (زاده ۲۲ دسامبر ۱۸۵۰ - درگذشته ۱۳ ژانویه ۱۹۱۶) یک افسر نظامی که از سال ۱۹۱۳ تا ۱۹۱۴ میلادی به عنوان رئیس‌جمهور مکزیک فعالیت کرد.

## زندگی
ویکتوریانو در ۲۲ دسامبر، سال ۱۸۵۰ میلادی در کولوتلان در ایالت خالیسکو در مکزیک به دنیا آمد. او خودش را عنوان بومی شناسایی می‌کرد و تاریخ‌شناسان ادعا کرده‌اند که پدر او از سرخ پوستان بومی از قبله‌ای به نام «اویچول» بوده‌است. در سال ۱۸۶۹ میلادی ویکتوریانو خواندن و نوشتن را یادگرفته و سپس برای خدمت به عنوان دبیر شخصی ژنرال دناتو گررا (اسپانیایی: Donato Guerra)استخدام شد. در این نقش، او با کار برجسته خود و با کمک ژنرال گررا و رئیس‌جمهور وقت، بنیتو خوارس، در سال ۱۸۷۲ میلادی وارد آکادمی ملی نظامی مکزیک در مکزیکو سیتی شد.
وی پس از پایان آموزش خود در آکادمی نظامی در سال ۱۸۷۷ میلادی، توسط هیئت مهندسان نظامی برای انجام مطالعات توپوگرافی در ایالت پوئبلا و وراکروز استخدام شد، در جایی که با همسر آینده اش آشنا شد و آن‌هاصاحب ۱۱ فرزند شدند.

## خدمت در ارتش

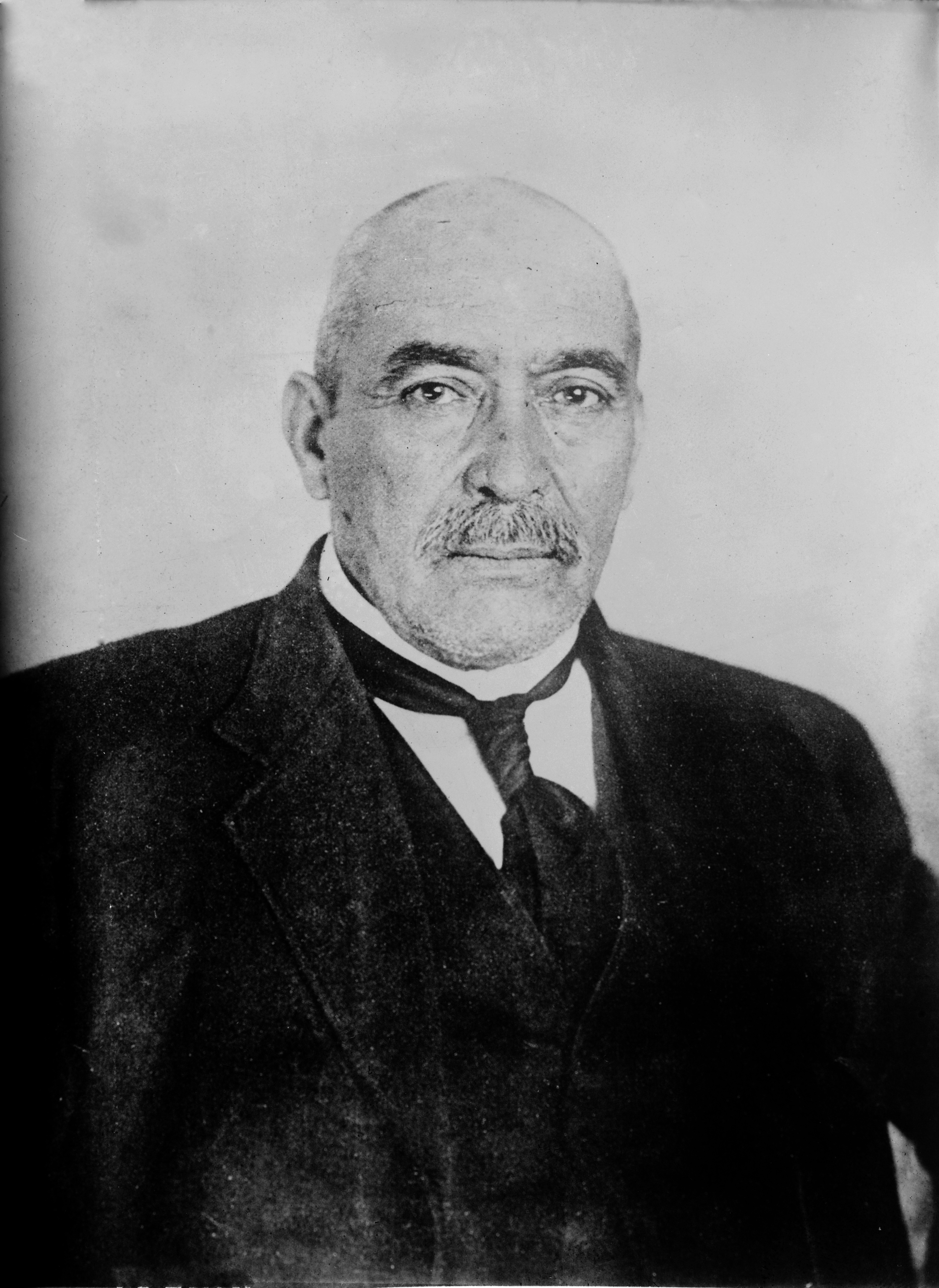
ویکتوریا هوئرتا

در زمان دولت پورفیریو دیاس او به رتبه ژنرال در ارتش رسید و برای به زانو درآوردن مردم مایا در چان سانتا کروس در یوکاتان و در برابر شورشیان امیلیانو زاپاتا جنگیدند. در آستانه انقلاب ۱۹۱۰ علیه رژیم طولانی دیاس، هوئرتا درگیر و سرگرم پروژه بی‌ضرر اصلاح یونیفرم ارتش فدرال بود.
پس از این که پورفیریو دیاس تبعید شد، هوئرتا، ابتدا متعهد و وفادار به دولت جدید فرانسیسکو مادرو بود، و حتی او برای حفظ دولت مادرو با شورش کنندگان مانند ژنرال شورشی پاسکوال اروسکو جنگید. با این حال، هوئرتا مخفیانه با سفیر وقت آمریکا در مکزیک، هنری لین ویلسون، ژنرال برناردو ریئس، و فلیکس دیاس، برادرزاده پورفیریو دیاس، ملاقات کرد تا برای سرنگونی مادرو برنامه‌ریزی کنند. این قسمت در تاریخ مکزیک به عنوان ده روز غم‌انگیز شناخته شده‌است.
پس از چند روز هرج و مرج و مبارزه در شهر مکزیکوسیتی بین جناح وفادار و جناح شورشی ارتش، در تاریخ ۱۸ فوریه ۱۹۱۳ میلادی، توطئه گران در سفارت آمریکا ملاقات کردند و پیمانی با نام "پیمان سفارت" ("ال پاکتو د لا امباخادا" - اسپانیایی: El Pacto de la embajada) را امضا کردند که هوئرتا را بر سر دولت مکزیک نشاند.

## فعالیت‌های سیاسی
برای دادن ظاهر قانونی به این کودتا، هوئرتا، تحت قانون اساسی ۱۸۵۷ میلادی مکزیک، وزیر امور خارجه، «پدرو لاسکریان» را به سمت ریاست جمهوری نشاند. بعد از کمتر از ۱ ساعت «پدرو لاسکریان» استفا داد، در یک جلسه ویژه در اواخر شب، کنگره که در محاصرهٔ نیروهای هوئرتا بود، ریاست جمهوری هوئرتا را تأیید کرد و او به سمت رئیس‌جمهور رسید.
۴ روز بعد فرانسیسکو مادرو و معاون او، «خوسه ماریا پینو سوارس» به دست پلیس سوارنظام فدرال و به دستور هوئرتا اعدام شدند.
هوئرتا مکزیک را به یک دیکتاتوری نظامی خشن تبدیل کرد. وودرو ویلسون، رئیس‌جمهور آمریکا با دولت هوئرتا درگیر شد، و به دست سفیر خود هنری لین ویلسون در مکزیک، خواستار کناره‌گیری هوئرتا برای انتخابات دموکراتیک در مکزیک شد. هنگامی که هوئرتا این خواسته را رد کرد، و با وضعیت بدتر شده در مکزیک، ویلسون نیروهای نظامی آمریکا را به اشغال وراکروس، مهم‌ترین بندر مکزیک فرستاد.
برای فشار به هوئرتا و برنامه‌ریزی اخراج او، ونوستیانو کارآنسا با همکاری، آلوارو اوبرگون، فلیپه آنخلس، امیلیانو زاپاتا و پانچو ویا دست به طرح گوادالوپه زدند. بعد از شکستهای پی در پی ارتش فدرال هوئرتا به دست انقلابی‌ها، هوئرتا دیگر این فشارها را تحمل نکرد و در تاریخ ۱۵ ژوئیه ۱۹۱۴ میلادی استفا داد و تبعید شد.

## تبعید و مرگ

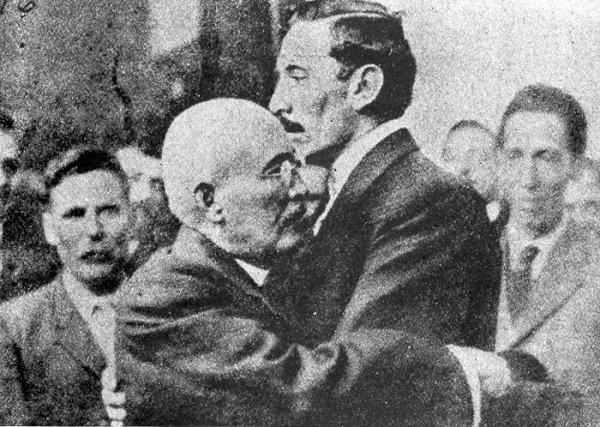
ویکتوریانو اوارتا (چپ) و پاسکوال اروسکو (راست).

در دوران تبعید او نخست با کشتی آلمانی «رزمناو س م س درسدن» به شهر کینگستون، در جامائیکا رفت. از آنجا، او به بریتانیا، اسپانیا و در نهایت در آوریل سال ۱۹۱۵ میلادی به آمریکا رفت.
هوئرتا در تاریخ ۲۷ ژوئن ۱۹۱۵ میلادی وقتی با قطار از نیویورک به ال پاسو سفر می‌کرد، که احتمالاً برای به دست آوردن مجدد قدرت و ریاست جمهوری مکزیک از طریق کودتا در مکزیک بود، همراه پاسکوال اروسکو در منطقه نیومن ، نیومکزیکو (۴۰ کیلومتری شهر ال پاسو) به اتهام نقض قوانین بی‌طرفی آمریکا بازداشت شد. او مدتی در بازداشت خانگی به سر برد.
هوئرتا بعد از مدتی در بازداشت خانگی، آزاد شدن و دوباره زندانی شدن، به دلیل سیروز از کبد در تاریخ ۱۳ ژانویه ۱۹۱۶ میلادی در شهر ال پاسو درگذشت.